# Google云存储
Google Cloud Storage是Google雲端平台上的一种具有表现层状态转换特性的网盘以及Web服务。用戶可以將數據存放在這裡，而且還能讀取數據。 它也是一种基礎設施即服務，功能上与Amazon S3差不多。与Google雲端硬碟不同的是，Google Cloud Storage的用戶主要來自企业。 